# Ирмингарда
Вижте пояснителната страница за други личности с името Ирмингарда.
Ирмингарда, също Ерменгарда от Хеспенгау (на немски: Irmingard; Ermengarde; * 780; † 3 октомври 818, Анже) е от 794 г. първата съпруга на по-късния император Лудвиг Благочестиви.

## Биография
Тя е дъщеря на граф Инграм и Хедвига от Бавария. Нейната фамилия е от род Робертини.
През 794 г. тя се омъжва за Лудвиг, четвърият син на Карл Велики и Хилдегард. Папа Адриан I го помазва през 781 г. за крал на Аквитания. Понеже тримата по-големи братя на Лудвиг (Пипин, Карл и Пипин) умират през 810 и 811 г., Ирмингард е съпруга на наследника на императорската корона. През 814 г. умира и свекърът ѝ Карл Велики, и Лудвиг поема трона. На 5 октомври 816 г. папа Стефан V (IV) коронова Лудвиг и Ирмингард в Реймс. Тя умира след четири години на 38 години.

## Деца
Ирмингард и Лудвиг имат шест деца:
- Лотар I (795 – 855), император
- Пипин I (803 – 838), крал на Аквитания
- Ротруд, * 800
- Берта
- Хилдегард / Матилда, * 802/804, † сл. октомври 841, или на 23 август 860, игуменка на Notre-Dame (в Лаон)
- Берта
- Лудвиг II „Немски“ (806 – 876), крал на източното франкско кралство